# Округ Печенежин
Округ Печенежин (нем. Bezirk Peczeniżyn, Печенежинский уезд, пол. Powiat peczeniżyński) — административная единица коронной земли Королевства Галиции и Лодомерии в составе Австро-Венгрии, существовавшая в 1898—1918 годах. Административный центр — Печенежин.
Образован 18 мая 1898 года; решение вступило в силу 15 июня того же года, будучи выделен из округа Коломея
После Первой мировой войны округ вместе со всей Галицией отошёл к Польше.